# Marta Kuzma
Marta Olena Kuzma, född 21 juni 1964 i New York, är en amerikansk konstvetare och kurator.
Marta Kuzma växte upp i New York i en familj som är från Ukraina. Hon utbildade sig till konstvetare med en kandidatexamen i Art History and Political Economy från Columbia University i New York och en magisterexamen i Aesthetics and Art Theory från MIddlesex University i London. Hon arbetade sedan som ansvarig för internationella utställningar på International Center for Photography i New York (1991–93), som den första direktören för det av George Soros finansierade Soros Center for Contemporary Art i Kiev i Ukraina (1993–?)  samt som chef för organisationen för lokalt konstnärsstöd The Washington Project for the Arts 1999–2001.
Hon var 2005–13 direktör för den norska stiftelsen Office for Contemporary Art Norway i Oslo och har därefter varit professor i konstteori vid Instituto Universitario di Venezia i Venedig i Italien. Hon var ansvarig för den nordiska paviljongen vid Venedigbiennalen 2009, kurator tillsammans med kuratorn Pablo Lafuente och filosofiprofessorn Peter Osborne (född 1958) för Norges utställning vid Venedigbiennalen 2011 samt kurator under Carolyn Christov-Bakargiev (född 1957) för documenta 13 år 2012 i Kassel i Tyskland.
Marta Kuzma tillträdde i juli 2014 rektor på Kungliga Konsthögskolan i Stockholm med ett förordnande på sex år. Konstakademien riktade med en skrivelse till utbildningsdepartementet i april 2015 kritik mot Kuzmas förslag till inriktning av Konsthögskolans utbildning 2016–18, bland annat för en alltför stark teoretisk inriktning och en för stor internationalisering. I januari 2016 riktade en stor del av Konsthögskolans personal stark kritik mot hennes ledarskap i en skrivelse till utbildningsdepartementet, och i februari 2016 meddelade Kuzma att hon kommer att avgå i förtid för att tillträda tjänsten som prefekt vid School of Art vid Yale University i USA.